# Juhaska Kopa
Die Juhaska Kopa ist ein Berg in der polnischen Westtatra mit 1800 Metern Höhe im Massiv des Giewont. 

## Lage und Umgebung
Unterhalb des Gipfels liegen die Täler Dolina Strążyska, Dolina Małej Łąki und Dolina Kondratowa.

## Tourismus
Die Juhaska Kopa war bei Wanderern sehr beliebt. Aufgrund der zahlreichen tödlichen Unfälle wurde sie jedoch für Bergsteiger geschlossen.
Als Ausgangspunkt für eine Besteigung der Hänge aus den Tälern eignen sich die Kondratowa-Hütte, Ornak-Hütte und die Chochołowska-Hütte.

## Belege
- Zofia Radwańska-Paryska, Witold Henryk Paryski, Wielka encyklopedia tatrzańska, Poronin, Wyd. Górskie, 2004, ISBN 83-7104-009-1.
- Tatry Wysokie słowackie i polskie. Mapa turystyczna 1:25.000, Warszawa, 2005/06, Polkart, ISBN 83-87873-26-8.